# Philoscia lifuensis
Philoscia lifuensis là một loài chân đều trong họ Philosciidae. Loài này được Stebbing miêu tả khoa học năm 1900.